# Очень странные дела (4-й сезон)
Четвёртый сезон американского научно-фантастического сериала ужасов «Очень странные дела», названный «Очень странные дела 4», вышел на стриминг-сервисе Netflix в двух частях: первые 7 эпизодов — 27 мая 2022 года, а оставшиеся 2 эпизода — 1 июля. Сезон спродюсирован создателями сериала братьями Даффер, а также Шоном Леви, Дэном Коэном, Иэном Патерсоном и Кёртисом Гвинном. События разворачиваются через восемь месяцев после финала третьего сезона, когда странная цепочка смертей, связанных с Изнанкой, сеет панику среди жителей Хоукинса.
Основной состав актёров остался прежним: Вайнона Райдер, Дэвид Харбор, Милли Бобби Браун, Финн Вулфхард, Гейтен Матараццо, Калеб Маклафлин, Ноа Шнапп, Сэди Синк, Наталия Дайер, Чарли Хитон, Джо Кири, Майя Хоук и Приа Фергюсон; в постоянный актёрский состав вошли Бретт Гельман, Мэттью Модайн и Пол Райзер. В четвёртом сезоне в главных ролях выступили также Джейми Кэмпбелл Бауэр, Эдуардо Франко, Джозеф Куинн и Кара Буоно. Впервые сыгравшие в сериале Том Влашиха, Никола Джуричко и Мейсон Дай исполнили значительные роли второго плана.
Четвёртый сезон получил, в основном, положительные отзывы критиков, которые отметили актёрскую игру (особенно Бауэра, Браун, Куинна и Синк), визуальную стилистику, экшен-сцены, а также более мрачный и взрослый тон по сравнению с предыдущими сезонами; некоторые эксперты назвали сезон «перегруженным» из-за более длинного хронометража серий по сравнению с предыдущими сезонами и посчитали финал не впечатляющим. Сезон установил абсолютные рекорды просмотров на Netflix для англоязычных сериалов (более 287 млн просмотренных часов за первых три премьерных дня).

## Сюжет
В марте 1986 года, через восемь месяцев после событий в торговом центре «Старкорт», герои сериала сталкивается с новой сверхъестественной угрозой — монстром, которого они называют «Векна» (по имени персонажа игры «Подземелья и драконы»), который появляется в Хоукинсе и начинает убивать людей. Сезон разделён на три основные сюжетные линии.
Первая сюжетная линия разворачивается в Хоукинсе вокруг Дастина, Макс, Эрики, Стива, Нэнси, Робин и Лукаса. Происходит несколько загадочных убийств подростков. Эдди, лидер «Клуба Адского Пламени», поклонников игры «Подземелья и драконы», к которой присоединились Дастин и Майк, становится главным подозреваемым. Джейсон и его друзья по школьной баскетбольной команде преследуют Эдди, считая, что именно он убил девушку Джейсона с помощью сатанистского обряда. Друзья понимают, что за убийствами стоит Векна, могущественное существо, живущее в Изнанке, и начинают собственное расследование.
Вторая сюжетная линия разворачивается в Калифорнии, где Майк навещает Одиннадцать, Уилла и Джонатана в их новом доме в Леноре. Из-за последних событий в Хоукинсе выживший доктор Бреннер и Сэм Оуэнс забирают Одиннадцать в секретный бункер, чтобы помочь ей восстановить свои силы, в то время как Майк, Уилл, Джонатан и друг Джонатана Аргайл пытаются найти Одиннадцать и освободить её.
Третья сюжетная линия завязана вокруг Джойс и Мюррея, которые узнают, что Хоппер возможно всё ещё жив, и для его спасения требуется выкуп. Тем временем, пленённый Хоппер находится в советской тюрьме на Камчатке и готовится сразиться с демогоргоном, захваченным русскими.

## Актёрский состав
| - Вайнона Райдер — Джойс Байерс - Дэвид Харбор — Джим Хоппер - Милли Бобби Браун — Одиннадцать / Джейн Хоппер - Марти Блэр — маленькая Одиннадцать - Финн Вулфхард — Майк Уилер - Гейтен Матараццо — Дастин Хендерсон - Калеб Маклафлин — Лукас Синклер - Ноа Шнапп — Уилл Байерс - Сэди Синк — Максин «Макс» Мэйфилд - Наталия Дайер — Нэнси Уилер - Чарли Хитон — Джонатан Байерс - Джо Кири — Стив Харрингтон - Майя Хоук — Робин Бакли - Бретт Гельман — Мюррей Бауман - Приа Фергюсон — Эрика Синклер - Мэттью Модайн — Мартин Бреннер - Пол Райзер — доктор Сэм Оуэнс - Джейми Кэмпбелл Бауэр — Генри Крил / Оди́н / Векна - Рафаэль Люс — маленький Генри Крил - Кара Буоно — Карен Уилер - Эдуардо Франко — Аргайл - Джозеф Куинн — Эдди Мансон | - Джо Крест — Тед Уилер - Мейсон Дай — Джейсон Карвер - Том Влашиха — Дмитрий Антонов «Энцо», старшина внутренних войск МВД СССР - Никола Джуричко — Юрий Измайлов, русский эмигрант - Паша Д. Лычникофф — Олег, тюремный пахан - Вайдотас Мартинайтис — майор Мельников - Николай Николаефф — Иван - Роб Морган — шериф Пауэлл - Джон Рейнольдс — офицер Каллахан - Шерман Огастес — подполковник Салливан - Майлз Труитт — Патрик Маккини - Габриэлла Пиццоло — Сьюзи - Тинсли и Энистон Прайс — Холли Уилер - Клейтон Ройял Джонсон — Энди - Тристан Спон — Два - Кристиан Ганьер — Десять - Регина Тин Чен — мисс Келли - Элоди Грейс Оркин — Анжела - Логан Аллен — Джейк - Хантер Романильос — Чэнс - Кэти Кёртин — Клаудия Хендерсон - Карен Сизей — Сью Синклер - Арнелл Пауэлл — Чарльз Синклер - Ира Эмикс — Хармон - Кендрик Кросс — Уоллес - Хендрикс Янси — Тринадцать | - Роберт Инглунд — Виктор Крил - Кевин Л. Джонсон — молодой Виктор Крил - Дейкр Монтгомери — Билли Харгроув - Эмибет Макналти — Вики - Грейс ван Диен — Крисси Каннингэм - Джоэль Штоффер — Уэйн Мансон - Тайнер Раннинг — Вирджиния Крил - Ливи Бёрч — Элис Крил - Логан Райли Брунер — Фред Бенсон - Эд Аматрудо — директор лечебницы Хэтч - Одри Холкомб — Иден |

## Эпизоды
| Часть 1 |   | |               |                    |             |
| 26 | 1 | «Глава первая: Клуб Адского Пламени» «Chapter One: The Hellfire Club»                                  | Братья Даффер | Братья Даффер      | 27 мая 2022 |
| В 1979 году, до начала событий первого сезона, доктор Бреннер экспериментирует с несколькими детьми, обладающими сверхъестественными способностями, пока в результате таинственного инцидента не погибают все дети, кроме Одиннадцати; Бреннер обвиняет в произошедшем Одиннадцать. В марте 1986 года, через восемь месяцев после событий в торговом центре «Старкорт» и переезда Джойс, Уилла, Джонатана и Одиннадцать в Калифорнию, Оди пытается справиться с потерей своих способностей и подвергается издевательствам со стороны других учеников. Джойс находит в почтовой посылке фарфоровую куклу, якобы из России, и спрятанную внутри записку, в которой говорится, что Хоппер жив. В Хоукинсе Майк и Дастин присоединились к «Адскому клубу», обществу, посвящённому игре «Подземелья и драконы», которым руководит эксцентричный второгодник Эдди Мансон. Из-за намеченной игры они пропускают финал чемпионата местной баскетбольной лиги, в котором команда Лукаса побеждает. Макс, которая рассталась с Лукасом, пытается пережить смерть Билли. Крисси Каннингем, капитан чирлидерш, преследуют видения о собственной семье и о тикающих старых напольных часах. Во время покупки наркотиков в трейлере у Эдди некое гуманоидное существо из её видений захватывает тело Крисси и убивает её. |   | |               |                    |             |
| 27 | 2 | «Глава вторая: Проклятие Векны» «Chapter Two: Vecna's Curse»                                           | Братья Даффер | Братья Даффер      | 27 мая 2022 |
| Выясняется, что Хоппер пережил взрыв под «Старкортом», но был схвачен советскими солдатами и отправлен в лагерь для военнопленных на Камчатке. Джойс и Мюррей звонят по номеру телефона, указанному в присланной записке, и разговаривают с неким русским мужчиной по имени «Энцо», который, по-видимому, является тюремным охранником Хоппера и пытается за деньги помочь ему. Энцо заставляет их доставить выкуп в размере $40 тысяч своему связному на Аляске. Майк летит в Калифорнию навестить Оди, где он и Уилл становятся свидетелями издевательств над ней со стороны её одноклассницы Анжелы; Оди в ответ ударяет Анжелу по лицу роликовым коньком. Макс говорит Дастину, что видела, как Эдди сбежал из трейлера в ночь гибели Крисси. Они вместе с Робином и Стивом находят напуганного Эдди и рассказывают ему о существовании Изнанки. Эдди и Дастин идентифицируют существо, убившее Крисси, как Векну. Нэнси и её одноклассник-репортёр Фред расследуют смерть Крисси; по мнению дяди Эдди, убийцей является Виктор Крил, житель Хоукинса, который попал в психиатрическую лечебницу после того, как в 1950-х годах аналогичным способом жестоко убил свою семью. Видения, похожие на видения Крисси, заманивают Фреда в лес, и Векна убивает его. |   | |               |                    |             |
| 28 | 3 | «Глава третья: Монстр и супергерой» «Chapter Three: The Monster and the Superhero»                     | Шон Леви      | Кэйтлин Шнайдерхан | 27 мая 2022 |
| Военные США приходят в дом к доктору Сэму Оуэнсу и показывают ему фотографии с места гибели Крисси: командование считает, что ответственность за инцидент лежит на Одиннадцати. Полиция в Калифорнии арестовывает Оди за нападение на Анжелу, но по дороге её перехватывает Оуэнс, который объясняет Оди, что Хоукинс находится в серьёзной опасности и он с помощью специальной программы в Неваде поможет вернуть ей её утраченные сверхспособности. Оди соглашается и едет с Оуэнсом. Джойс и Мюррей летят на Аляску. Хоппер подговаривает сокамерника, чтобы тот сломал ему кандалы кувалдой. Нэнси и Робин идут в библиотеку, чтобы найти информацию о Викторе Криле, где обнаруживают, что Крил винил в убийстве своей семьи демона; они предполагают, что это мог быть Векна. Джейсон, капитан баскетбольной команды и парень Крисси, ведёт команду на «охоту» за Эдди, полагая, что тот убил Крисси; Лукас сбегает от них. Макс вспоминает, что Крисси посещала школьного психолога перед гибелью. Она крадёт файлы Крисси и Фреда из кабинета психолога и понимает, что у неё похожие симптомы посттравматического стрессового расстройства. Затем Макс слышит, как Векна зовёт её, и видит старые напольные часы. |   | |               |                    |             |
| 29 | 4 | «Глава четвёртая: Дорогой Билли» «Chapter Four: Dear Billy»                                            | Шон Леви      | Пол Дихтер         | 27 мая 2022 |
| Джойс и Мюррей доставляют выкуп Юрию, связному Энцо, но тот накачивает их наркотиками, планируя за выкуп передать их КГБ. Хоппер сбегает из лагеря для военнопленных, но вскоре снова попадает в плен, поскольку Юрий не прилетает за ним. Джонатан, Майк и Уилл решают ускользнуть от двух агентов, оставшихся присматривать за ними, но на их дом нападают вооружённые американские солдаты. При помощи друга Джонатана, доставщика пиццы Аргайла, они сбегают с одним из раненых агентов. Нэнси и Робин обманом добиваются разговора с Виктором Крилом в психиатрической больнице Пеннхерста. Крил рассказывает, как некие сверхъествественные силы измучили и убили его семью, а он был арестован и обвинён в убийстве. Макс, опасаясь, что Векна собирается убить её, пишет письма своим друзьям и семье и просит отвезти её на кладбище, чтобы прочитать письмо Билли у его надгробия. Вскоре Векна овладевает её телом, и Макс оказывается у некоего алтаря в Изнанке. Стив, Дастин и Лукас узнают от Нэнси и Робин, что музыка может разрушить чары Векны, и проигрывают на плеере любимую песню Макс. Это открывает портал, который помогает Макс выйти из-под контроля Векны и спастись от смерти, покинув Изнанку. |   | |               |                    |             |
| 30 | 5 | «Глава пятая: Проект „Нина”» «Chapter Five: The Nina Project»                                          | Нимрод Антал  | Кейт Трефри        | 27 мая 2022 |
| Оуэнс привозит Одиннадцать в заброшенную шахту межконтинентальных баллистических ракет в Неваде, где он и выживший доктор Бреннер разработали специальный изоляционный резервуар под названием «Нина», который позволяет Одиннадцати получить доступ к воспоминаниям о её жизни с другими детьми в лаборатории Хоукинса. Оди пытается сбежать и в порыве ярости ненадолго восстанавливает свои силы, что убеждает её продолжить эксперимент. В Калифорнии умирающий агент Оуэнса передаёт мальчикам номер телефона проекта «Нина»; Майк решает попросить помощи в отслеживании номера у подруги Дастина Сьюзи в Солт-Лейк-Сити. Хоппера сажают в особый сектор тюрьмы вместе с Дмитрием («Энцо»), которого также арестовывают. Во время полёта в Россию Джойс и Мюррей оглушают Юрия и совершают аварийную посадку в ледяной пустыне. Макс, Лукас, Стив и Дастин объединяются с Нэнси и Робин и решают исследовать дом семьи Крилов; внутри они замечают мерцающие огни, которые связаны с перемещениями Векны в Изнанке. Джейсон и его друзья по команде находят Эдди, который пытается сбежать на лодке, а сам Джейсон и его друг Патрик плывут за ним. Прямо посреди озера Векна убивает Патрика на глазах у Джейсона и Эдди, а в доме Крилов гаснет свет. |   | |               |                    |             |
| 31 | 6 | «Глава шестая: Погружение» «Chapter Six: The Dive»                                                     | Нимрод Антал  | Кёртис Гуинн       | 27 мая 2022 |
| Одиннадцать продолжает вспоминать своё прошлое: другие дети издевались над ней, но за ней присматривал сочувствующий ей молодой ассистент Бреннера. Сьюзи помогает Майку, Уиллу и Джонатану определить координаты проекта «Нина». Хопперу и другим заключённым устраивают большой пир, который, как предупреждает Хоппер, призван лишь раздобрить их для демогоргона, которого Хоппер планирует убить, украв алкоголь и зажигалку. Мюррей решает выдать себя за Юрия и таким образом пробраться в тюрьму вместе с Джойс. На городском собрании Джейсон настраивает жителей Хоукинса против Эдди, говоря, что его «Адский клуб» связан с демонами и сатаной. Горожане решают выследить членов клуба. Эдди удаётся связаться со Стивом и его группой; по пути к нему Дастин замечает, что его компас выходит из строя. Он предполагает, что поблизости должен быть ещё один вход в Изнанку, который оказывается в местном озере. Стив ныряет вниз, чтобы убедиться в существовании врат, но щупальце существа хватает его и тянет в Изнанку. Нэнси, Робин и Эдди ныряют за ним. |   | |               |                    |             |
| 32 | 7 | «Глава седьмая: Массовое убийство в лаборатории Хоукинса» «Chapter Seven: The Massacre at Hawkins Lab» | Братья Даффер | Братья Даффер      | 27 мая 2022 |
| Стив, Нэнси, Робин и Эдди исследуют Изнанку. Мюррей, Джойс и Юрий прибывают на Камчатку и становятся свидетелями сражения Хоппера, Дмитрия и остальных заключённых с демогоргоном. Хоппер сдерживает существо горящим копьём, а Мюррей и Джойс открывают внутренние тюремные двери, помогая Хопперу и Дмитрию спастись. Джойс и Хоппер воссоединяются. Тем временем, Дастин, Лукас и Эрика предполагают, что именно Векна открывает порталы на месте каждого убийства. Троица передаёт эту информацию группе Стива в Изнанке. Каждая из групп добирается до ворот внутри трейлера Эдди, на месте гибели Крисси. Робин и Эдди благополучно выбираются из Изнанки, но Векна захватывает контроль над Нэнси; та выясняет, что на самом деле Векна — это Генри, сын Виктора Крила, который убил свою мать и сестру с помощью психокинетических способностей, впал в кому и попал под опеку доктора Бреннера. Генри стал подопытным 001 в экспериментах Бреннера и подружился с Одиннадцать, работая в лаборатории одним из ассистентов. Оди, наконец, вспоминает, что именно Генри / 001 устроил побоище в лаборатории Хоукинса в 1979 году и попытался убить её, когда та отказалась присоединиться к нему с целью истребить человечество. В приступе ярости Оди одолела Генри и заперла его в Изнанке, где тот и стал Векной. |   | |               |                    |             |
| Часть 2 |   | |               |                    |             |
| 33 | 8 | «Глава восьмая: Папа» «Chapter Eight: Papa»                                                            | Братья Даффер | Братья Даффер      | 1 июля 2022 |
| Векна показывает Нэнси видение будущего, где Хоукинс распадается на части, а затем освобождает девушку. Когда Нэнси приходит в себя и рассказывает обо всём друзьям, они догадываются, что Векне необходимо открыть четыре входа в Изнанку для осуществления своего плана. Они решают заманить Векну в ловушку и покончить с ним, а Макс предлагает привлечь на себя внимание злодея. Одиннадцать окончательно возвращает свои силы и с их помощью узнаёт о плане друзей: она понимает, что должна добраться до Хоукинса, чтобы спасти их. Доктор Оуэнс хочет помочь, однако доктор Бреннер арестовывает его и вводит Одиннадцать успокоительное, настаивая на том, что ей нужно больше практики. Вскоре после этого на подземную базу прибывает полковник Салливан и его солдаты. Доктор Бреннер пытается бежать с Одиннадцать, но его убивают. Одиннадцать уничтожает вертолёт и бронетехнику Салливана как раз в тот момент, когда до базы добирается группа Майка на фургоне Аргайла. На Камчатке Хоппер, Джойс, Мюррей, Антонов и Юрий узнают, что в тюрьме содержится ещё несколько демогоргонов. После побега из тюрьмы Хоппер связывается с одной из коллег доктора Оуэнса и получает информацию о том, что Хоукинс в опасности. Они решают вернуться в тюрьму и уничтожить существа из Изнанки. |   | |               |                    |             |
| 34 | 9 | «Глава девятая: Проникновение» «Chapter Nine: The Piggyback»                                           | Братья Даффер | Братья Даффер      | 1 июля 2022 |
| Друзья начинают приводить свой план в действие: Макс вместе с Лукасом и Эрикой идёт к дому Крилов; Стив, Нэнси и Робин отправляются в тот же дом в Изнанке, чтобы напасть на Векну, а Дастин и Эдди отвлекают армию летучих существ Изнанки. Не имея возможности добраться до Хоукинса, Одиннадцать, Майк, Уилл, Джонатан и Аргайл создают импровизированный резервуар с солью в ближайшей пиццерии, чтобы Оди могла проникнуть в разум Макс и сразиться с Векной. Как и планировалось, Векна нападает и пытается заполучить контроль над Макс, однако в реальном мире Джейсон прибывает в дом Крилов и дерётся с Лукасом, что делает Макс уязвимой. Дастин и Эдди успешно отвлекают армию летучих мышей, но Эдди решает, что на этот раз он не сбежит, в результате чего он жертвует собой, чтобы заманить летучих существ дальше в Изнанку. Одиннадцать проникает в разум Макс и пытается сразиться с Векной, но терпит поражение, что позволяет Векне снова захватить контроль над телом Макс и начать ломать её тело. Векна рассказывает Оди, что после того, как она отправила его в Изнанку, ему удалось найти множество необычных существ, с помощью которых он и атаковал Хоукинс все последние годы. Майк признаётся Оди в любви и призывает её сопротивляться Векне, что даёт ей силы спастись от щупалец Векны и освободить Макс от его контроля; Векна предупреждает Одиннадцать, что та уже проиграла, поскольку Макс мертва. В это же время Хоппер, Джойс и Мюррей успешно убивают демогоргонов в тюрьме на Камчатке, что ещё больше ослабляет Векну. В Изнанке Стив, Нэнси и Робин поджигают Векну бутылками с зажигательной смесью, а Нэнси стреляет в него. Одиннадцать использует свои силы, чтобы воскресить Макс, однако Векне всё же удаётся открыть четвёртый портал на месте дома Крилов. В результате от всех четырёх врат к центру в земле проходят разломы, открывающие проход из Изнанки в реальный Хоукинс. Два дня спустя спасатели продолжают восстановление города после так называемого «сильного землетрясения»; многие жители покидают город. Герои воссоединяются и узнают, что Макс находится в больнице в коме, при этом Оди не удаётся найти подругу в её собственном сознании. Уилл чувствует, что Векна всё ещё жив. Дастин рассказывает дяде Эдди о его героической гибели. В это время Изнанка продолжает проникать в Хоукинс: битва со злом ещё впереди. |   | |               |                    |             |

## Производство

### Разработка
Как и с предыдущими сезонами, разработка планов на четвёртый сезон «Очень странных дел» стартовала ещё до выхода предыдущего сезона. В интервью «Entertainment Weekly» вскоре после выхода третьего сезона создатели сериала Мэтт и Росс Даффер рассказали, что творческая команда сериала уже несколько раз провела встречи для обсуждения будущего сериала. 30 сентября 2019 года Netflix объявил о подписании с братьями Даффер нового многолетнего контракта по телевидению и фильмам, гонорар в котором, как сообщалось, составит девятизначную сумму. Одновременно с объявлением о производственной сделке Netflix также объявил о продлении «Очень странных дел» на четвёртый сезон, выпустив короткий минутный тизер на YouTube.

### Сценарий
Комментируя концовку предыдущего сезона, Росс Даффер рассказал о процессе соединения сюжетных арок между сезонами:
Мы не хотим загонять себя в угол, поэтому мы стараемся заранее проводить обсуждения со сценаристами, просто чтобы убедиться, что мы движемся в правильном направлении. Мы не знаем многих мелких деталей, но имеем перед собой большую перспективу истории. В конце второго сезона мы знали о Билли. Мы знали, что появятся русские. Мы не знали про торговый центр и всё остальное, но опять же, мы говорим о большой сюжетной перспективе. Вот это именно то, где мы находимся в четвёртом сезоне. У нас есть сюжетная перспектива. Сейчас речь идёт только о том, чтобы заполнить её нужными мелкими деталями. Мы очень рады тому, куда это потенциально может пойти. Опять же, как мы сказали, ощущения от четвёртого сезона будут совсем другими, чем от этого сезона. Но я думаю, что это верное решение, это будет захватывающее путешествие.
Мэтт Даффер отметил, что одним из таких «широких штрихов» сюжета станет перемещение основной части повествования из Хоукинса. Создатель также добавил, что в течение четвёртого сезона будут исследованы несколько незавершённых сюжетных линий третьего сезона, например, предполагаемая смерть Хоппера, удочерение Одиннадцати Джойс Байерс и её переезд со своей новой семьёй за пределы Хоукинса. Позже Дафферы углубились в рассуждения о новом сезоне, заявив, что «эпическая» структура триптиха четвёртого сезона была одним из основных факторов, способствовавших увеличению хронометража. Они сравнили его с сериалом HBO «Игра престолов» с точки зрения масштаба, хронометража и более нового и зрелого тонального сдвига, а также разделения персонажей в нескольких удалённых друг от друга локациях.
Ещё одним фактором, способствовавшим увеличению хронометража, стало заявление Дафферов о намерении, наконец, дать ответы на давно назревшие вопросы в отношении предыстории и мифологии сериала, которые они постепенно раскрывали как «слои лука» в течение трёх сезонов. В середине написания четвёртого сезона Мэтью и Росс поняли, что им понадобится девятый эпизод, чтобы включить все необходимые сюжетные моменты, что Netflix, в свою очередь, «быстро одобрил». Во время производства первого сезона дуэт подготовил двадцатистраничный документ для Netflix, в котором подробно объяснялась вселенная шоу, в том числе то, что такое «Изнанка». Содержание этого документа определило определённые сюжетные арки для написания четвёртого сезона, который Дафферы решили посвятить исследования Изнанки, поскольку повествование третьего сезона не дало им такой возможности.
На момент создания четвёртый сезон является самым продолжительным, поэтому Дафферы и Netflix выбрали схему релиза в двух частях. В своём письме братья отметили, что написали более 800 страниц диалогов и экшена для девяти эпизодов, и что четвёртый сезон почти вдвое длиннее любого из ранее выпущенных сезонов. В интервью Кристе Смит для подкаста Netflix «Present Company» Росс Даффер обсудил более взрослый тон четвёртого сезона, что, как он отметил, будет частично достигнуто за счёт «[поворота] к» жанру ужасов:
Когда много лет назад мы представили сериал для Netflix, это выглядело немного по-детски… «Балбесы» во вселенной «Инопланетянина». Это их сюжет. И взрослые в «Челюстях» и «Близких контактах», а затем подростки в «Кошмаре на улице Вязов» или «Хэллоуине». Но в этом сезоне у нас больше нет детей. Мы больше не можем делать «Балбесов». И вот, внезапно, мы гораздо быстрее приближаемся к территории фильмов ужасов, которую любим. Было весело внести эти изменения.
В мае 2022 года в интервью «Entertainment Weekly» актёры заявили, что этот сезон похож на «пять фильмов в одном», сравнивая его со смесью «Скуби-Ду» и серийного убийцы Зодиака, а также «комедийного наркотического боевика» и «русского фильма о тюрьме».
Персонаж Эдди Мансона основан на Дэмиене Эколсе, одном из Уэст-Мемфисской тройки, который был ошибочно осуждён в 1994 году за убийство трёх мальчиков: обвинение строилось на внешности Эколса, которую жители связали с его участием в сатанистском культе. Сценаристы использовали для истории Эдди документальный фильм «Потерянный рай: Убийства детей на холмах Робин Гуда», посвящённый Эколсу.
Как и в случае с Демогоргоном из первого сезона, Дафферы решили использовать персонажа Векну из «Подземелий и драконов» в качестве основного антагониста сезона, угрозу которого поймут персонажи-подростки из-за их знакомства с ролевой игрой. Хотя Векна был полностью представлен в «Подземельях и драконах» только в 1990 году через модуль «Vecna Lives!» и до этого упоминался только в преданиях игры, братья Даффер посчитали, что Эдди довольно продвинутый мастер игры, который смог бы объяснить поведение Векны для сюжета сериала.

### Подбор актёров
1 ноября 2019 года стало известно о начале кастинга четырёх новых мужских персонажей, трёх подростков и одного взрослого. Подростковые роли варьировались «от металлиста до титулованного спортсмена и персонажа, который очень похож на близнеца-наркомана Джеффа Спиколи из „Весёлые времена в школе Риджмонт“»; взрослый персонаж относился к сюжетной линии в России, начатой в третьем сезоне.
3 декабря 2019 года комната сценаристов подтвердила, что Робин, персонаж Майи Хоук, вернётся в четвёртом сезоне. В феврале 2020 года Netflix подтвердил, что Дэвид Харбор вновь исполнит роль Джима Хоппера, Том Влашиха был выбран на роль русского преступника, а Приа Фергюсон впервые войдёт в основной актёрский состав. В марте того же года было подтверждено, что будет расширена и роль Бретта Гельмана. 27 октября 2020 года стало известно, что брат Майи Хоук, Левон Турман-Хоук, получил некую роль. 20 ноября 2020 года Джейми Кэмпбелл Бауэр, Эдуардо Франко и Джозеф Куинн пополнили основной актёрский состав, а Шерман Огастес, Дин Грейс, Никола Джуричко и Роберт Инглунд получили роли второго плана. Инглунд, наиболее известный по роли Фредди Крюгера в фильмах серии «Кошмар на улице Вязов», предложил Дафферам написать для него роль в «Очень странных делах», что хорошо соответствовало направлению, которого создатели решили придерживаться в новом сезоне. В июне 2021 года актёрский состав в ролях второго плана пополнили Эмибет Макналти, Майлз Труитт, Реджина Тин Чен и Грейс ван Дин.
В случае с Бауэром, его персонаж изначально был обозначен как «Питер Баллард», а в первых шести эпизодах роль была обозначена как «Дружелюбный санитар». Это помогло сохранить в тайне сюжетный поворот с раскрытием личности взрослого Генри Крила, который стал первым подопытным доктора Бреннера «001», а после битвы с Одиннадцатой — Векной.

### Съёмки

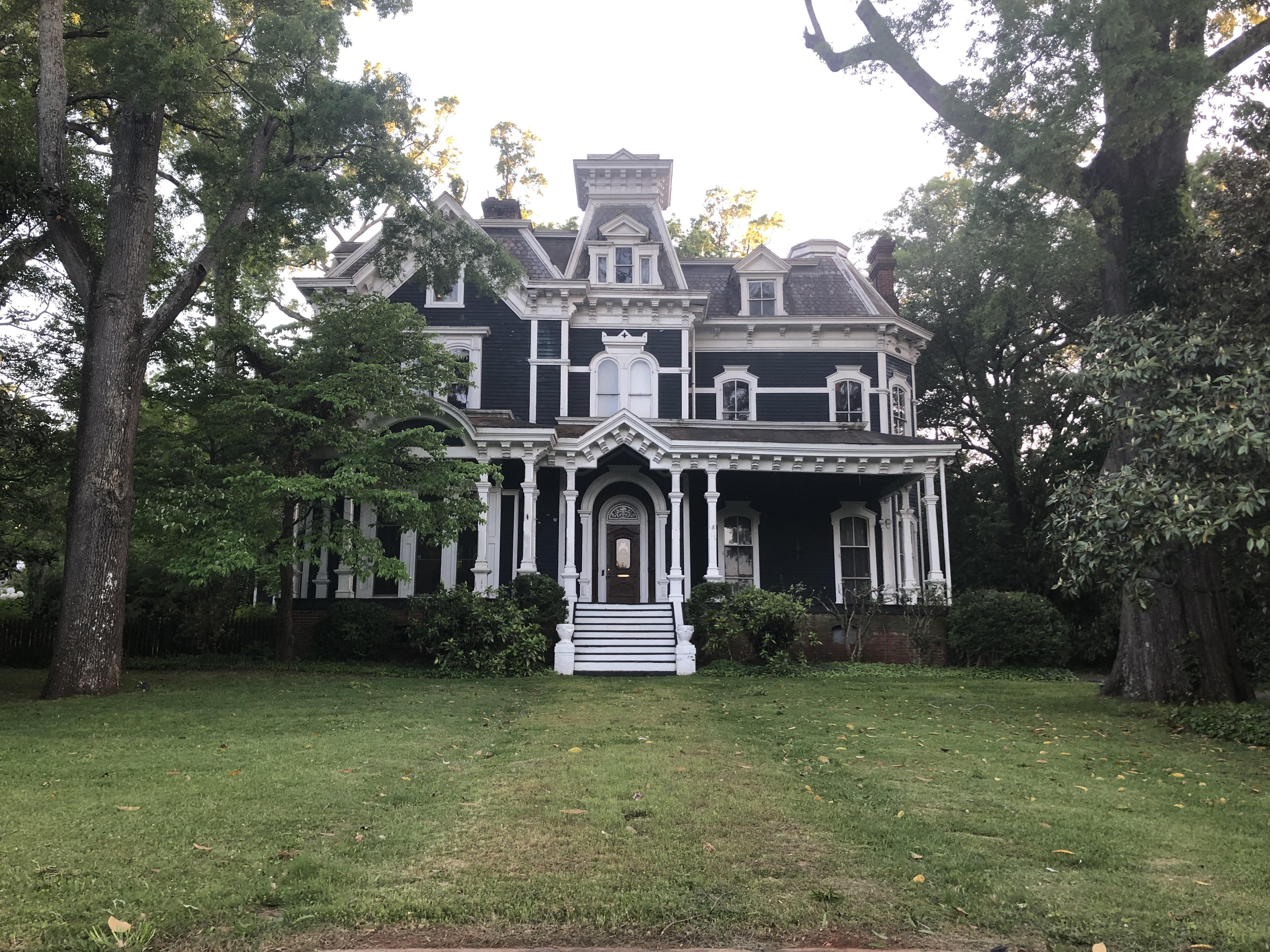
Дом Клермонт в Ро́ме (штат Джорджия) использовался для съёмок фасада дома семьи Крил.

В феврале 2020 года в совместном заявлении братьев Даффер и Netflix было объявлено, что производство четвёртого сезона официально началось в литовском Вильнюсе, в недавно списанной Лукишкской тюрьме. После завершения съёмок в Литве производство продолжилось в Атланте и её окрестностях, где снимались предыдущие сезоны. Однако спустя две недели, 16 марта 2020 года все съёмки проектов Netflix, включая «Очень странные дела», были заморожены из-за начала пандемии коронавируса. Значительная часть производства прошла на студии Albuquerque Studios в Нью-Мексико, которую Netflix приобрёл в 2018 году.
После нескольких задержек съёмки возобновились в Атланте 28 сентября 2020 года. 1 октября Наталия Дайер, Сэди Синк и Гейтен Матараццо были замечены на съёмках в декорациях средней и старшей школ Хоукинса. На следующий день все трое были замечены в декорациях дома Дастина. В конце 2020 года съёмки прошли в окрестностях Рома, штат Джорджия, включая около дома Клермонт, который использовался в качестве дома семьи Крил.
27 января 2021 года Мэттью Модайн был замечен на съёмках сцен в Атланте. 15 марта 2021 года в интернет просочились фотографии трейлерного парка в Гриффине, штат Джорджия, который был украшен щупальцами существ Изнанки. В июне 2021 года Дэвид Харбор рассказал, что съёмки завершатся в августе. В том же месяце Джо Кири, Сэди Синк, Наталия Дайер, Майя Хоук, Приа Фергюсон и Калеб Маклафлин были замечены на съёмках сцены, связанной с покупкой оружия в магазине. В сентябре 2021 года Ноа Шнапп заявил, что производство сезона завершено.
Чтобы визуально различить три сюжетные линии сезона, дизайнер костюмов Эми Пэррис раскрыла, что каждая из локаций будет иметь собственную цветовую палитру: «Это так весело, потому что [производственная группа] как бы отделяет Калифорнию от Хоукинса с помощью цвета. Хоукинс всё ещё выглядит очень насыщенным. У нас не так много пыльного и ржавого коричневого из первых двух сезонов… А в Калифорнии мы можем добавить нежно-розовые, забавные бирюзовые и фиолетовые тона, в отличие от более насыщенных цветов Хоукинса». Американская обувная компания Converse разработала три разных стиля обуви, отражающих цвета средней школы Хоукинса.
По словам Бауэра, для ключевых сцен массового убийства в лаборатории Хоукинса, Милли Бобби Браун сама помогала снимать определённые кадры с Марти Блэр, исполнившей роль маленькой Оди; поэтому пластика и манеры Оди были сохранены во многих сценах разговоров героини с Генри в лаборатории, некоторые с Браун и некоторые с Блэр.

### Пост-продакшн
В апреле 2022 года издание «The Wall Street Journal» сообщило в статье, посвящённой последним производственным расходам Netflix, что общая стоимость производства четвёртого сезона «Очень странных дел» составила около $270 миллионов, что составляет примерно $30 миллионов на серию.

### Визуальные эффекты
Из-за значительной продолжительности сезона в течение двух лет производства и пост-продакшна создатели заказали для обработки тысячи кадров с визуальными эффектами. Однако братья Дафферы решили больше полагаться на практические эффекты, подобно тому, как создавался первый сезон. Например, главный злодей сезона из Изнанки, человекоподобное существо по имени Векна, было «на 90 % [создано с помощью] практических эффектов», что, по мнению Дафферов, создавало нужный эффект присутствия персонажа на съёмочной площадке для других актёров, чтобы они могли реагировать на персонажа, а не на опору для последующего наложения CGI-графики.
Барри Гауэр, гримёр, ранее работавший над «Игрой престолов» и «Чернобылем», создал образ для Векны и других существ. Хотя Векна основан на одноимённом злодее из игры «Подземелья и драконы», персонаж вселенной сериала — это человек, «который мутировал в монстра из-за чрезмерного воздействия Изнанки… он подвергался воздействию среды Изнанки в течение 20 с лишним лет». На Джейми Кэмпбелла Бауэра, исполнившего роль Генри Крила, превратившегося в Векну, при работе накладывали пластиковый и силиконовый грим.
Гауэр разработал костюм Векны с «безжизненной» кожей, чья взаимосвязь с токсичной средой Изнанки была очевидна благодаря включению «множества корней и лоз, органических форм и волокнистой мышечной ткани». Чтобы достичь этого образа, используя в основном практические эффекты, Гауэр рассказал, что он и его команда сделали слепок всего тела Джейми Кэмпбелла Бауэра, играющего Векну, чтобы позже вылепить его самостоятельно:
Мы начали с гипсовой основы, и, чтобы убедиться, что всё будет довольно плотно прилегать к телу актёра, мы уменьшили размер гипсовой основы. Поэтому, как только у нас была гипсовая форма всего тела актёра, наши ребята начали моделирование тела во всех формах в пластилине, на что ушло несколько недель. После этого мы разделили тело на различные секции… Я думаю, что всего было около 18 частей, и все они были закреплены на соответствующих каркасах, сделанных либо из стекловолокна, либо из эпоксидной смолы. А затем мы сделали слепки всех отдельных кусочков пластилина, а, когда у нас были эти слепки, мы смогли создать протезы из смеси материалов.
В интервью с «Variety» братья Даффер рассказали, что они на самом деле забыли о каноническом дне рождения Уилла, который приходится на 22 марта, и поэтому во время событий сезона в марте 1986 года ни один из персонажей не вспомнил об этом. Создатели также сообщили, что для исправления «несправедливого», «грустного» и «ужасного» пренебрежение к дню рождения персонажа они планируют «Джордж Лукасинг» (реткон событий, частая практика создателя «Звёздных войн») событий одного из эпизодов второго сезона, где был впервые упомянут этот день рождения, и изменят дату на 22 мая, поскольку «май [это единственный месяц, который] идеально впишется в реплики Вайноны [Райдер]». Во время того же интервью дуэт рассказал, что это будет не первый реткон для сериала. В первые выходные после выхода первой части четвёртого сезона были обновлены и улучшены визуальные эффекты в некоторых сценах, чего Netflix никогда не позволял для своих проектов.

## Музыка
Обе части оригинального саундтрека сезона под названием «Очень странные дела 4» вышли в цифровом формате на лейблах Lakeshor и Invada Records 1 июля 2022 года. Композиторами четвёртого сезона, как и в случае с предыдущими тремя, стали Майкл Стейн и Кайл Диксон из группы Survive. Обе части саундтрека будут также выпущены на CD-дисках и виниловых пластинках.
Альбом с песнями, звучащими в сезоне, под названием «Очень странные дела: Музыка из оригинального сериала Netflix. Сезон 4» выпущен в цифровом формате в двух частях на лейбле Legacy Recordings 27 мая и 1 июля 2022 года, соответственно.
Песня «Running Up That Hill» певицы Кейт Буш несколько раз звучит в течение сезона, в том числе в ключевой сцене четвёртого эпизода, когда Макс убегает от Векны. Братья Даффер решили добавить для Макс мощную эмоциональную песню и поручили музыкальному супервайзеру Норе Фелдер определить, какая песня будет использована. Фелдер нашла «Running Up That Hill», которая, по мнению Дафферов, как отлично подходит для музыки всего сезона, так и отражает тему общения с Богом. Фелдер знала, что Буш всегда осторожно относилась к продаже лицензий на свои песни, но, связавшись с певицей, Фелдер узнала, что Буш является поклонницей сериала, и после просмотра страниц сценария сцены, в которой будет использоваться песня, та согласилась предоставить права на песню.
Подобно новой волне популярности песни «The NeverEnding Story» после её использования в третьем сезоне, песня Буш снова стала популярной, заняв первое место в чарте iTunes в течение недели после выхода первой части сезона 27 мая; рост прослушиваний в стриминг-чартах составил более 8700 %, благодаря чему песня стала второй по популярности в плейлистах Spotify в США и четвёртой по популярности в мире. Это также привело к тому, что песня вновь вошла в официальные чарты многих стран, включая США, где в чарте Billboard Hot 100 от 11 июня песня оказалась на 8-й позиции, а неделю спустя на 4-м месте, поднявшись выше своей изначальной наивысшей позиции (30-е место) в 1985 году. Песня также достигла первой строчки британского чарта UK Singles Chart от 17 июня, установив несколько рекордов. Альбом Буш «Hounds of Love» (1985), содержащий «Running Up That Hill», занял на той же неделе первое место в чарте Billboard Top Alternative Albums. Буш поблагодарила поклонников на своём официальном сайте, отметив: «Так много молодых людей, которым нравится шоу, впервые открывают для себя эту песню… Отклик на „Running Up That Hill“ — это нечто, что имеет свою собственную энергию и связано с желаниями слушателей. Это прямая связь между сериалами и их зрителями, что полностью не связано с музыкальной индустрией». В другом интервью Буш сказала: «[„Очень странные дела“] — такой отличный сериал, поэтому я думала, что этот трек может привлечь определённое внимание. Но я просто никогда не могла представить нечто подобное».
Прослушивания других песен, также представленных в 4-м сезоне, таких как «You Spin Me Round» от Dead or Alive, «Pass the Dutchie» от Musical Youth и «Rock Me Amadeus» от Falco, также увеличились на стриминг-сервисах примерно на 1784 %.

## Маркетинг
В официальном тизер-анонсе сезона были показаны тикающие напольные часы в Изнанке, а сам тизер закончился слоганом «Мы больше не в Хоукинсе», что заставило многие новостные агентства предположить, что место действия сериала будет перенесено в Россию. 14 февраля 2020 года был выпущен тизер, раскрывший, что Хоппер выжил в конце третьего сезона. 2 октября 2020 года в аккаунтах сериала в социальных сетях были опубликованы две фотографии с разных съёмочных площадок: плакат для поднятия духа в коридоре старшей школы Хоукинса и съёмочная хлопушка перед напольными часами в Изнанке из сцены, впервые показанной в тизер-анонсе сезона. Второй тизер появился на YouTube 6 мая 2021 года.
6 августа 2021 года был выпущен 30-секундный ролик, отразивший возвращение большей части главных актёров и возвращение сериала в 2022 году. Третий тизер-трейлер, вышедший 25 сентября 2021 года, продемонстрировал дом, ранее принадлежавший семье Крил. Последний тизер был выпущен 6 ноября 2021 года и показал жизнь Уилла и Одиннадцати в Калифорнии; в тот же день в отдельной ролике были раскрыты названия эпизодов сезона.
17 февраля 2022 года в социальных сетях сериала были опубликованы четыре тизер-постера, отразивших четыре предыдущих тизер-трейлера, а пятый тизер-постер содержал даты выхода обеих частей сезона. 23 марта 2022 года Netflix опубликовал различные кадры из четвёртого сезона. Официальный трейлер сезона вышел 12 апреля 2022 года. 20 мая 2022 года на YouTube были опубликованы первые восемь минут первой серии сезона.

## Премьера
Выпуск девяти серий четвёртого сезона был разделён на две части: первая (7 эпизодов) вышла на Netflix 27 мая 2022 года, вторая (2 эпизода) — 1 июля.
Релиз четвёртого сезона 27 мая 2022 года состоялся через три дня после массовой стрельбы в школе «Робб» в Ювалде (Техас), когда вооружённый преступник застрелил 21 человека. В связи с последствиями трагедии и с учётом того, что начало первой серии — сцена, которая была опубликована в качестве онлайн-тизера за неделю до премьеры, — содержит графические изображения мёртвых тел (в том числе, детских), Netflix добавил предупреждающую надпись перед рекапом событий предыдущего сезона, которая автоматически воспроизводится перед первой серией. Надпись, которая отображается только для зрителей в США, гласит:
Мы снимали этот сезон «Очень странных дел» год назад. Но, учитывая недавнюю трагедию в школе в Техасе, зрители могут почувствовать дискомфорт при просмотре открывающей сцены первого эпизода. Мы глубоко опечалены этим невыразимым насилием, и наши сердца обращены к каждой семье, оплакивающей любимого человека.

## Реакция

### Отзывы критиков
На сайте-агрегаторе рецензий Rotten Tomatoes четвёртый сезон удерживает «рейтинг свежести» 89 % со средней оценкой 7,85/10 на основе 155 отзывов. Консенсус критиков гласит: «Четвёртая глава „Очень странных дел“, более мрачная и насыщенная, чем её предшественники, готовит почву для последнего сезона сериала в типично запойной манере». На сайте Metacritic средневзвешенная оценка сезона составляет 69 баллов из 100 на основе 29 рецензий, что указывает на «преимущественно положительные отзывы».
Рецензент «The A.V. Club» Салони Гаджар поставил сезону оценку «B+», отметив: «„Очень странные дела“ по-прежнему добавляют захватывающую предысторию для своей устоявшейся вселенной. Это признак того, что последние два эпизода сезона (которые выйдут 1 июля), несмотря на кинематографическую продолжительность, только улучшат четвёртый сезон». Джек Сил из «The Guardian» дал сезону 4 звезды из 5 и резюмировал: «„Очень странные дела“ — больше, взрослее, немного более грустные, но так же привлекательны, как и всегда». Тилли Пирс из «Digital Spy» также оценила сезон на 4 звезды из 5: «„Очень странные дела“ продолжают оставаться прекрасным захватывающим ностальгическим приключением, которое мы знаем и любим. Четвёртый сезон, без сомнения, является самым сильным на сегодняшний день и, безусловно, самым амбициозным».
Тара Беннетт из «Paste» поставила сезону оценку 8,1 из 10 и написала: «Четвёртый сезон „Очень странных дел“ есть за что любить, особенно когда речь заходит о развитии персонажей и изменении атмосферы, которая полностью захватывает тропы лучших ужастиков 1980-х годов». В смешанном обзоре для «The Outcoming» Мэй Трумата дала сезону 3 из 5 звёзд: «В целом, это забавное продолжение „Очень странных дел“. Тем, кто хорошо знаком и привязан к сериалу и персонажам, новый сезон либо понравится, либо вскоре надоест, поскольку он не предлагает ничего существенно нового». «Король ужасов», писатель Стивен Кинг отметил, что новый сезон «такой же сильный или даже лучше, чем предыдущие три», указав на «рифф „Кэрри“». Однако Кинг высказал мнение, что решение разделить сезон на две части кажется «немного неудачным».
Критики высоко оценили актёрскую игру Джейми Кэмпбелла Бауэра в роли главного злодея сезона. Патрик Каойл из «Collider» отметил: «Впервые в сериале „Очень странные дела“ мы видим многослойного злодея. Бауэр открывает Векну как убедительного, более сложного злодея, чем монстры, которые появлялись раньше. Начиная его травмирующими детскими воспоминаниями как Генри Крила и заканчивая жестокими экспериментами, через которые он прошёл как Один, и, наконец, до роли главного „генерала“ Пожирателя Разума, Векна — идеальный злодей, которого можно противопоставить Одиннадцати». Девон Айви из «Vulture» написал: «[Бауэр] отличается тем, что воплощает трёх персонажей, каждый из которых по мере развития сюжета становится всё более пугающим, чем предыдущий: дружелюбный санитар лаборатории Хоукинса, Генри Крил, также известный как „Один“ и самый значимый злодей сериала на данный момент, Векна».

### Награды
Издание «TVLine» назвало Джозефа Куинна «Актёром недели» за актёрскую игру в эпизоде "Глава первая: Клуб Адского Пламени". Сайт отметил: «Куинн быстро превратил подростка из любопытного в обеспокоенного, затем из паникующего в настолько испуганного, что он издал такой крик, на который можно отреагировать только словом „вау“. В целом, дебют Куинна был удачным». Между тем, Сэди Синк была удостоена почётного упоминания за актёрскую игру в эпизоде "Глава четвёртая: Дорогой Билли". Сайт отметил: «Синк [справилась с задачей, показывая храбрость Макс её друзьям, даже когда героине было страшно], сохранив при этом остроту, которую Макс получила во втором и третьем сезонах. Синк также прекрасно справилась с горькой радостью монолога Макс своему покойному сводному брату со смесью искренности и сожаления, что почти определило слово „душераздирающий“».

### Зрительская аудитория
Netflix сообщил, что к 30 мая 2022 года просмотры четвёртого сезона «Очень странных дела» составили более 287 миллионов часов, что превзошло предыдущий рекорд по количеству просмотров второго сезона сериала «Бриджертоны» (193 миллиона часов за первую неделю). Предыдущие сезоны «Очень странных дел» также попали в десятку самых просматриваемых проектов на той же неделе, что и «Очень странные дела 4». По данным Nielsen Ratings, за уикенд с 27 по 29 мая просмотры четвёртого сезона составили более 5,1 млрд минут, а за неделю с 30 мая по 5 июня — более 7,2 млрд минут, что стало абсолютным рекордом для любого сериала за всю историю подсчётов.